# 1572.
◄ | 15. stoljeće | 16. stoljeće | 17. stoljeće | ►
◄ | 1540-ih | 1550-ih | 1560-ih | 1570-ih | 1580-ih | 1590-ih | 1600-ih | ►
◄◄ | ◄ | 1569. | 1570. | 1571. | 1572. | 1573. | 1574. | 1575. | ► | ►►
Arhitektura • Astronomija • Glazba • Kazalište • Kiparstvo • Knjige • Književnost • Kršćanstvo • Medicina • Politika • Pravo • Promet • Slikarstvo • Znanost

## Rođenja
- 23. siječnja – Ivana Franciska de Chantal, francuska svetica († 1641.)
- 11. lipnja – Ben Jonson, engleski dramatičar († 1637.)

## Smrti
- 13. ožujka – Petar Hektorović, hrvatski pjesnik (* 1487.)
- 24. kolovoza – Gaspard de Coligny, francuski državnik i vojskovođa (* 1519.)

## Vanjske poveznice
|  | Zajednički poslužitelj ima još gradiva o temi 1572. |